# Tetiseri
Tetiseri vagy Tetiserit ókori egyiptomi királyné, a XVII. dinasztiabeli Szenahtenré Jahmesz felesége; Szekenenré Ta-aa fáraó, Ahhotep királyné és talán Kamosze fáraó édesanyja (bár utóbbinak lehet, hogy a nagyanyja). Tetiseri volt a XVIII. dinasztia ősanyja.

## Élete
Közrendű származású volt, apja neve Tjenna, anyjáé Noferu. Szüleinek neve a Dejr el-Bahari-i rejtekhelyen talált múmiapólyákról ismert. Tetiseri Szenahtenré Jahmesz fáraó nagy királyi hitvese volt. Vagy Szenahtenré, vagy fiuk, Szekenenré uralkodása alatt a thébai uralkodócsalád megkezdte az Egyiptom északi részét megszálló hükszószok kiűzését. A háborúskodás nemzedékeken át folyt; csatában eshetett el egymás után két fáraó – Szekenenré és öccse vagy fia, Kamosze – is, míg végül I. Jahmesz (Szekenenré és nővér-felesége, Ahhotep fia, Tetiseri unokája) idején sikerült kiűzni a hükszószokat. Tetiseri még élt unokája, I. Jahmesz uralkodása alatt.
Címei: A király felesége (ḥmt-nỉswt), Nagy királyi hitves (ḥmt-nỉswt wr.t), A király anyja (mwt-nỉswt).

## Temetkezése
Tetiserit valószínűleg Thébában temették el, de eredeti sírja nem ismert. A neki tulajdonított múmia több más múmiával együtt végül a Dejr el-Bahari-i rejtekhelyre került, ahová több királyi múmiát menekítettek a sírrablók elől. Jahmesz fáraó síremléket emelt a tiszteletére saját sírkomplexumában, Abüdoszban. Ezt az építményt 1902-ben tárta fel az Egypt Exploration Fund, itt találtak rá a Tetiseri-sztélére, melyen Jahmesz fáraó és felesége, Ahmesz-Nofertari piramist és szentélyt vagy szentélykörzetet szentelnek neki. Felfedezője, C. T. Currelly a piramisra tett utakást eredetileg nem arra az építményre értette, ahol a sztélé előkerült, hanem a nagyobb piramisra, lábánál nagyobb halotti templommal, melyet A. C. Mace fedezett fel 1900-ban, ez azonban téves. 2004-ben a Chicagói Egyetem Közel-keleti Intézetének ásatásai során bebizonyosodott, hogy az épület, melyet Currelly 1903-ban szentélyként vagy masztabaként említett, egy piramis alsó szintjét alkották, és az egykor az építmény tetejét alkotó mészkő piramidion darabjait is megtalálták a közelben, ami bizonyította, hogy az épület piramis formájú volt. Mágneses méréssel felfedeztek egy kb. 70×90 méteres, téglával elkerített területet, melyre a korábbi régészek nem találtak rá. Így az építmény teljes bizonyossággal azonosítható azzal, amelyet Jahmesz fáraó említ sztéléjén: piramiskörzettel körülvett piramis, saját halotti komplexumán belül. Ez volt az Egyiptomban épült utolsó királynéi piramis.